# Ya (kana)
や in hiragana o ヤ in katakana è un kana giapponese e rappresenta una mora. Esso ha origine dal kanji 也. La sua pronuncia è [ja].
In forma rimpicciolita (ゃ) viene utilizzata per modificare alcune sillabe aggiungendo la vocale "a" (ad esempio: き ki → きゃ kya).
| Forma                    | Rōmaji      | Hiragana        | Katakana        |
| ------------------------ | ----------- | --------------- | --------------- |
| Normale y- (や行 ya-gyō) | ya          | や              | ヤ              |
| Normale y- (や行 ya-gyō) | yaa yā, yah | やあ, やぁ やー | ヤア, ヤァ ヤー |

## Scrittura

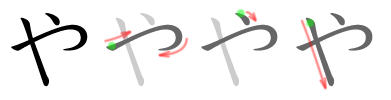
Stile di scrittura di や

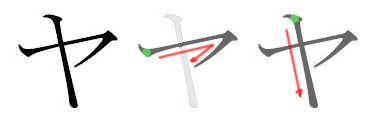
Stile di scrittura di ヤ